# Inondations de 2013 en Chine et en Russie
Les inondations de 2013 en Chine et en Russie désignent de fortes inondations ayant frappé l'Est de la Russie et le Nord de la Chine. Le 19 août 2013, 85 personnes ont été rapportées mortes et 105 autres, disparues. Plus de 60 000 logements ont été détruits et plus 840 000 personnes ont été évacuées des provinces de Heilongjiang, Jilin, et Liaoning à la suite des inondations survenues en même temps que dans la province de Guangdong, au sud du pays,.

## Déroulements
Durant fin juillet-début août 2013, des pluies torrentielles inhabituelles sont survenues sur l'Amour, qui délimite les frontières entre la Chine et la Russie. Dès lors, à partir du 10 août 2013, le Nord de la Chine est frappé par de fortes inondations. Du 15 au 17 août, des pluies torrentielles ne font qu'empirer, et la région connaît son pire cas d'inondation depuis une décennie,. Nankouqian, l'une des régions les plus touchées, est frappé par 44 cm de pluie, la moitié de ce qui peut tomber en un an, uniquement durant le 16 août. Le 18 août, l'eau atteint un niveau critique. La ville de Fushun, dans la province du Liaoning, est particulièrement touchée tandis que les pluies mènent au dépassement des rivières alentour. À l'Est de la Russie, de fortes inondations ont été également rapportées, les régions d'Amour et du Khabarovsk étant les plus touchées. Plus de 140 villes ont été affectées, et les autorités considèrent ces inondations comme les pires ayant jamais frappé le pays en 120 ans. L'Amour, de son côté, atteint un niveau record de 100,56 mètres, record jamais établi depuis 1984, qui continue à grimper le 19 août et qui menace d'inonder la ville de Komsomolsk-sur-l'Amour[Information douteuse],,.
En Chine, plus de 60 000 logements ont été détruits, et les routes ont été soit barrées soit endommagées. Plus de 787 000 hectares de terres agricoles ont été ruinées dans la région. L'électricité et les lignes de communication ont été coupées dans de nombreuses villes. Les dégâts sont estimés à 16,14 milliards de yuans (approx. US$2,6 milliards/1,94 milliard d'€). En Russie, 3,2 milliards de roubles (approx. US$97 millions/73 millions d'€) ont été dépensés pour les secours.

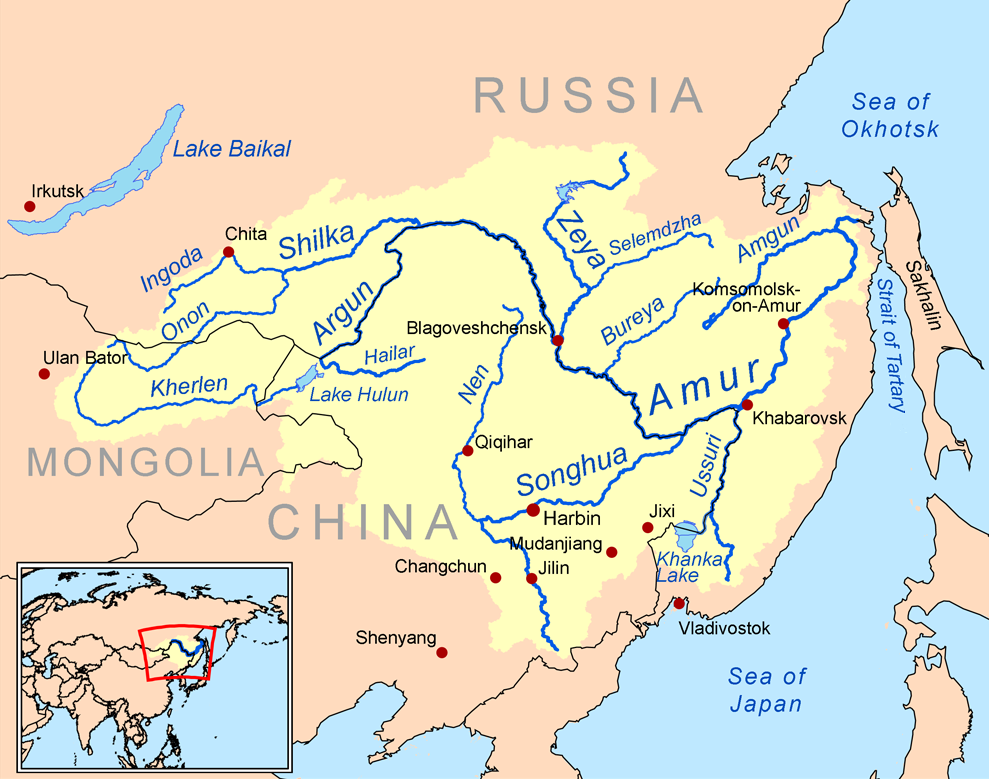
Les villes et villages localisés aux alentours de l'Amour ont été les plus durement touchés.
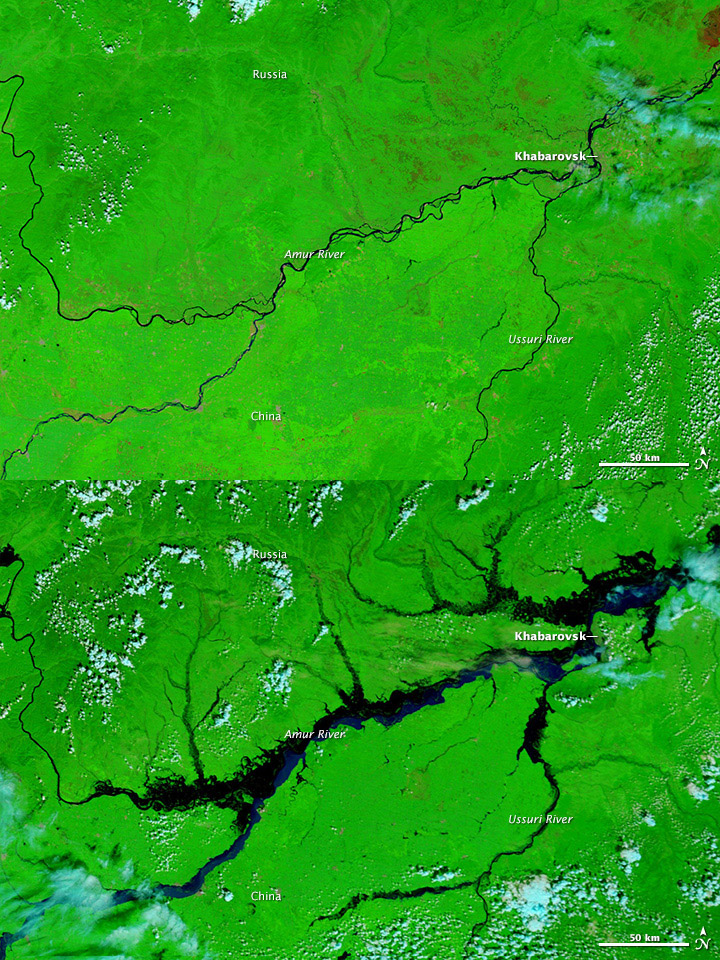
Photo satellite du bassin de l'Amour en août 2008 et 2013.

## Impact
La province du Liaoning a été la plus durement touchée, comptant 54 décès rapportés et 97 personnes portées disparues le 19 août 2013. Dans la province de Jilin, 16 morts ont été rapportées, dans la province de Heilongjiang, 11.  Dans toute la région, 360 000 personnes ont été évacuées, dont 3,74 millions ayant été affectées. Aucun blessé n'est rapporté en Russie, mais 20 000 personnes ont été évacuées. Deux ours bruns en captivité ont été sauvés par hélicoptère.

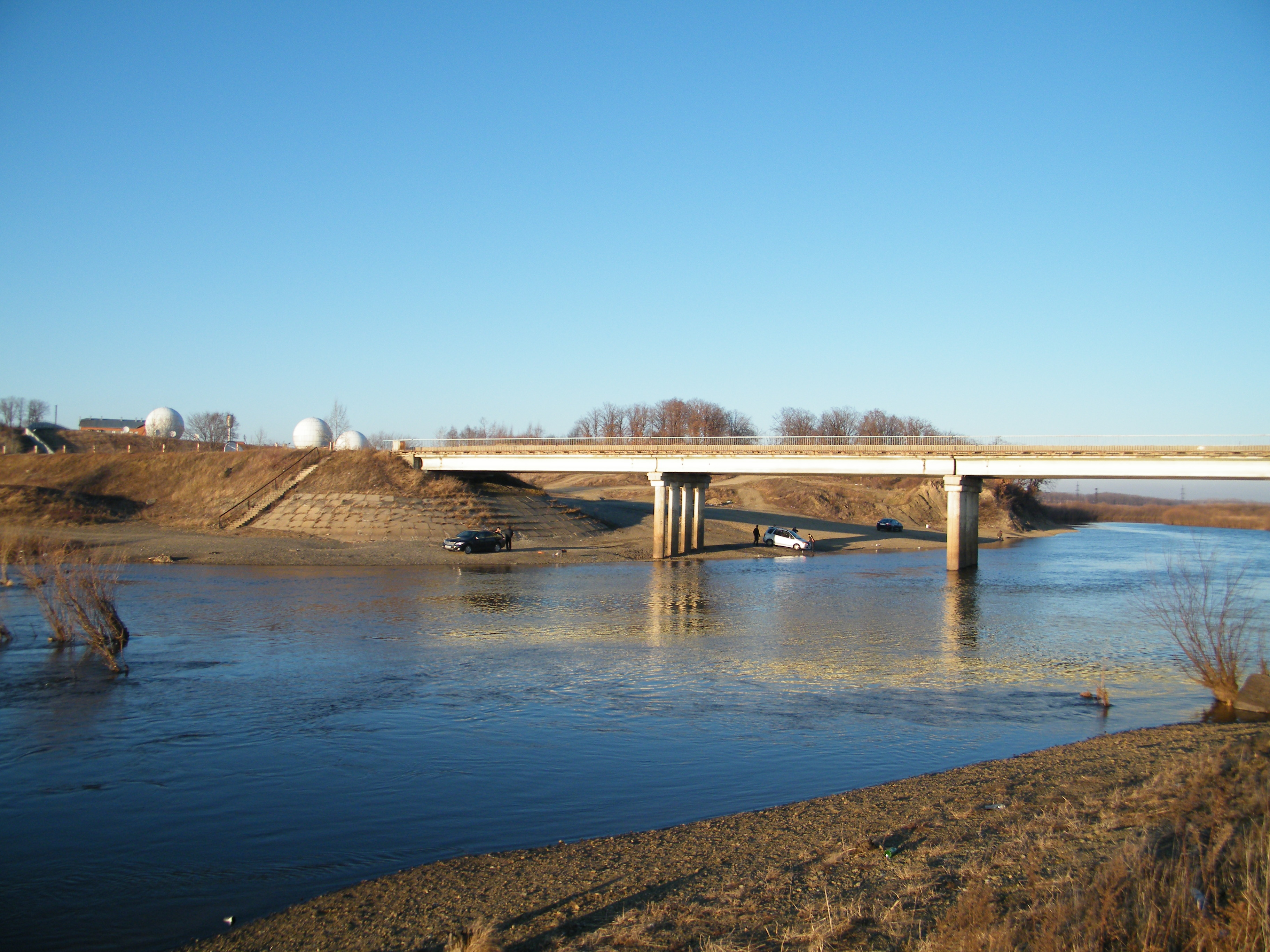
Le pont sur la rivière Obor en 2011.
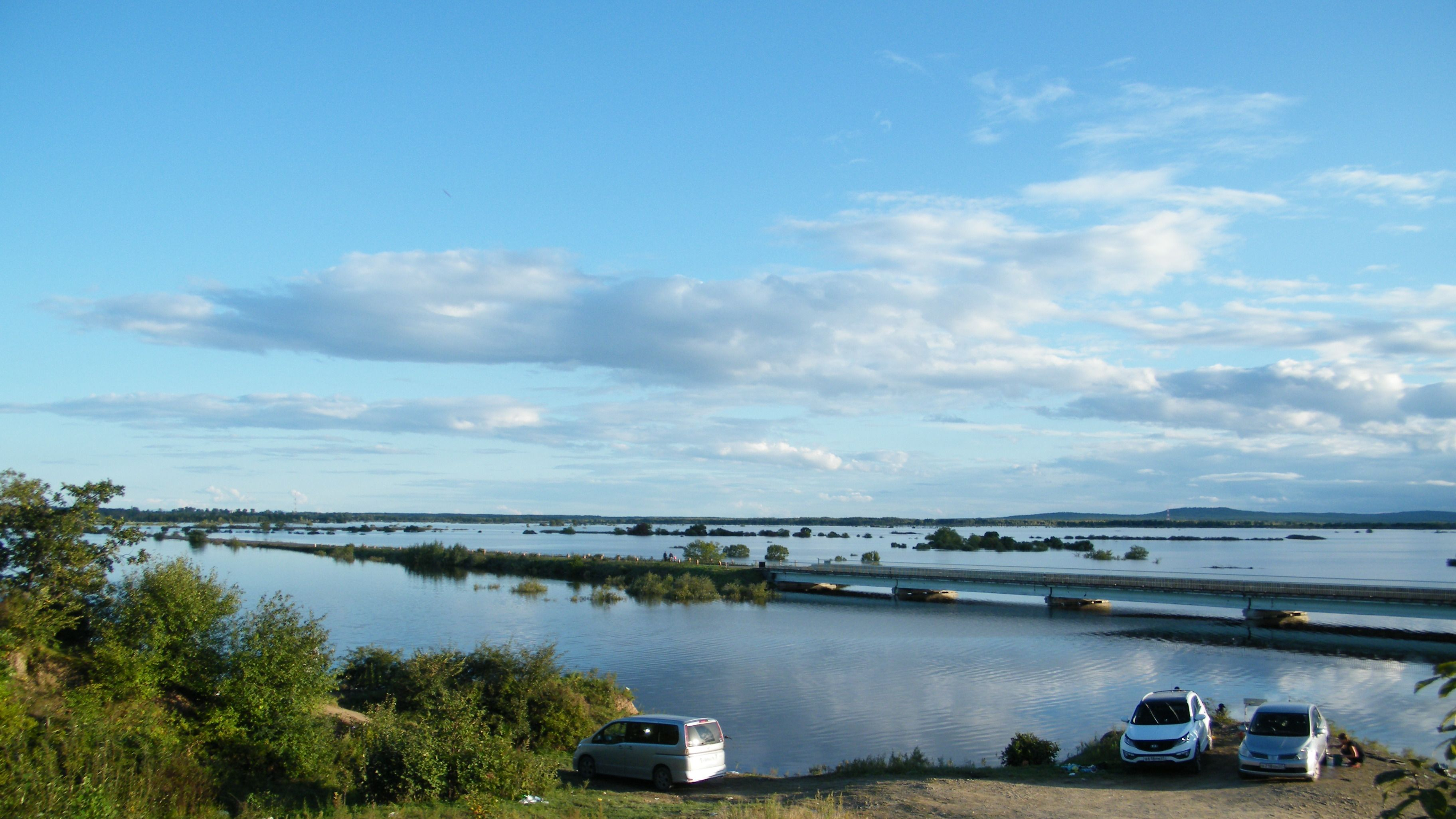
Le même lors de l'inondation.

## Secours
En Russie, plus de 30 000 volontaires ont été dépêchés sur place pour distribuer cinq tonnes de vivres aux victimes.